# Ungkarlshotellet
Ungkarlshotellet er en svensk spillefilm fra 1975 skrevet og instrueret af Lennart F. Johansson. Filmen har blandt andre Keve Hjelm, Gun Jönsson og Harald Hamrell i hovedrollerne.

## Handling
En fraskilt og frodig mand arbejder deltid i havnen og bor på et hotel i Stockholm. En dag beslutter han sig for at ændre sin livsstil.

## Medvirkende (i udvalg)
- Keve Hjelm som Göte Löv
- Gun Jönsson som Gun
- Harald Hamrell som Anders
- Tord Peterson som Tage
- Håkan Serner som Blomman
- Arne Ragneborn som Ragnar
- Bengt Eklund som Holm
- Lissi Alandh som kvinde i tog
- Gösta Bredefeldt som Sven
- Sven-Eric Gamble som Wallin
- Ernst Günther som mand hos grønthandler
- Gösta Krantz som vagtmester
- Gunvor Pontén som servitrice
- Bellan Roos som servitrice